# Сан који срећан сањаш сам
„Сан који срећан сањаш сам“ је албум групе Блок аут, издат 1998. године.

## Списак песама
1. „Сан који срећан сањаш сам“ – 5:02
2. „Најдужи је последњи сат“ – 5:39
3. „1228 (Зечеви бели)“ – 5:12
4. „Звездане стазе“ – 2:49
5. „Раскорак“ – 6:37
6. „Зорка“ – 7:19
7. „Блентостамин“ – 6:11
8. „У кртогу“ – 3:33
9. „Арматура“ – 5:27
10. „Против себе“ – 5:10
11. „Белтаин“ – 2:47
12. „Судопера“ – 3:43
13. „Финансијска конструкција“ – 4:41
14. „Кома“ – 8:14